# بئر دلة
بئر دلة قرية سوريّة تتبع إداريّاً لمحافظة حلب منطقة عين العرب ناحية الجلبية، بلغ تعداد سكانها 873 نسمة حسب التعداد السكاني لعام 2004.